# كأس إيطاليا 1968–69
كأس إيطاليا 1968–69 (بالإيطالية: Coppa Italia 1968-1969)‏ هو الموسم 22 من كأس إيطاليا. أقيم خلال الفترة 8 سبتمبر 1968 وحتى 29 يونيو 1969، وأشرف على تنظيمه Lega Nazionale Professionisti ‏، وكان عدد الأندية المشاركة فيه 36، وفاز فيه نادي روما.